# Augustaion

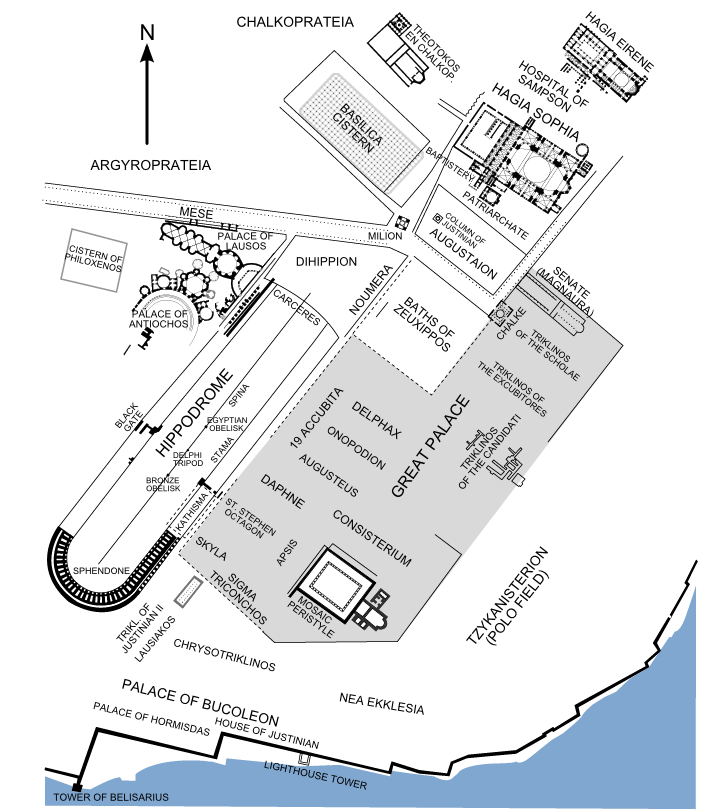
Map van het bestuurlijke hart van Constantinopel

De Augustaion (Grieks: Αὐγουσταῖον) of, in Latijn, Augustaeum, was het belangrijke publieke plein in het middeleeuwse Constantinopel (huidige Istanbul, Turkije), en heeft gelegen op de plek van het huidige Aya Sofya Meydanı ("Hagia Sophia Plein").

## Geschiedenis
Het plein werd aangelegd tijdens de opbouw van de stad Byzantium door Constantijn de Grote rond het jaar 330. Toen werd het nog Tetrastoon ("vier stoa's) genoemd en was het de belangrijkste markt (agora) van de stad. Constantijn liet er een zuil bouwen met bovenop het standbeeld van zijn moeder, de Augusta Helena, waarnaar het plein vanaf toen werd vernoemd. De Augustaion werd herbouwd in 459, en opnieuw in de jaren 530 door Keizer Justinianus I, na het Nika-oproer.

## Locatie en beschrijving
De Augustaion ligt in het oosten van Constantinopel, wat in de vroeg- en midden-Byzantijnse periode het politieke, religieuze en ceremoniële hart van de stad was. Het plein was een rechthoekige open ruimte omringd door een zuilenrij (peristylium); men kon binnenkomen vanaf het westen via de Mesē, de belangrijkste doorgang van de stad. Op dat punt stond de Milion, de mijlpaal van waar alle afstanden van het Rijk werden gemeten. In het noorden was de Augustaion verbonden met de Hagia Sophia-kathedraal en het paleis van de Patriarch (Patriarcheion). In het zuiden grenst het plein aan de Baden van Zeuxippus en het noordelijk punt van de Hippodroom. Op de hoek naar het zuidoosten stond de monumentale Chalkē Poort, de ingang naar het Grote Paleis. In het oosten ligt de Senaat, die eerst was gebouwd door Constantijn en herbouwd door Justinianus met een veranda van zes grote zuilen die de gevel verfraaien.
Het plein bevatte een aantal standbeelden, inclusief een groep van drie barbaarse koningen die hun eerbetoon geven, die voor de Zuil van Justinianus stond, gebouwd in 543 door Keizer Justinianus op het westelijke punt van het plein om zijn overwinningen te gedenken.